# Pherbellia dentata
Pherbellia dentata är en tvåvingeart som beskrevs av Merz och Rozkosny 1995. Pherbellia dentata ingår i släktet Pherbellia och familjen kärrflugor.
Artens utbredningsområde är Schweiz. Inga underarter finns listade i Catalogue of Life.